# Костянтин Дука (син Михайла VII)
Костянтин Дука (*Κωνσταντίνος Δούκας, 1074  —бл. 1095) — візантійський співімператор у 1074—1078 та 1081—1088 роках.

## Життєпис
Походив з династії Дук. Син Михайла VII, візантійського імператора, та Марії Аланської, грузинської царівни. Невдовзі оголошено співволодарем свого батька. У дитячому віці був заручений з Олімпією Апульською, донькою норманського князя Роберта Гвіскара, але цей династичний шлюб не відбувся через погіршення відносин Візантії з італійськими норманами.
У 1078 році після повалення батька Никифором Вотаніатом втратив свій номінальний титул. Того ж року запроторено до Петріонського монастиря. Невдовзі мати Костянтина вийшла заміж за Вотаніата, а той зробив Костянтина своїм спадкоємцем.
Але вже 1081 року після сходження на трон Олексія Комніна стає його співімператором та спадкоємцем трону. Це було необхідно для Комніна задля посилення своєї влади. Підпис Костянтина Дуки був присутнім на всіх офіційних документах, а сам він з'являвся разом з Олексієм I на всіх заходах. У 1083 році його нареченою стає Анна Комніна.
У 1088 році невдовзі після народження спадкоємця трону імператора Олексія I — Іоанна — Костянтина Дуку було позбавлено посади співімператора. Разом з тим залишився у почті імператора. Але замало брав участь у політичних справах через погіршення здоров'я. Помер близько 1095 року.